# 귄터 뤼첸스
요한 귄터 뤼첸스(Johann Günther Lütjens: 1889년 5월 25일 - 1941년 5월 27일)는 독일의 해군 군인이다. 양차 세계대전에 모두 참여하였으며 40년 가까이 독일 전쟁해군에 복무하였다. 그는 이후 중장으로 승진하였고, 1941년 5월 비스마르크에 탑승해 작전을 수행하기 위해 출항한다. 비스마르크는 덴마크 해협 해전에서 영국 순양전함 HMS 후드를 격침시키는 등의 성과를 거두지만, 앞에서 치른 전투로 인해 파손된 비스마르크는 5월 27일 비스마르크 추격전의 막바지에 비스마르크가 자침하면서 함장 에른스트 린데만 대령과 함께 전사한다.
| 전임 초계함장 에른스트 볼프 | 제4대 제1소해정전단 전대장 1929년 10월 3일 - 1931년 9월 16일 | 후임 초계함장 쿠르트 프리케 |

| 전임 주력합장 오스카르 쿠메츠 | 제3대 어뢰정지도자 1937년 10월 8일 - 1939년 10월 20일 | (권한대행) 주력함장 빌헬름 마이젤 |

| 전임 부제독 헤르만 덴슈 | 제2대 정찰전력지휘관 1939년 10월 21일 - 1940년 4월 1일 | 후임 부제독 후베르트 슈문트 |

| 전임 제독 ? 마르샬 부제독 귄터 뤼첸스 제독 귄터 뤼첸스 | 제6, 7, 8대 전쟁해군 함대장 1940년 3월 4일 - 1940년 4월 13일 1940년 6월 19일 - 1940년 7월 8일 1940년 7월 - 1941년 6월 | 후임 부제독 귄터 뤼첸스 제독 귄터 뤼첸스 상급제독 오토 슈니빈트 |